# Домінчен Климентій Якович
Климентій Якович Домінчен (25 листопада (8 грудня) 1907 , Студена, Подільська губернія  — 6 березня 1993 , Київ ) — український композитор, диригент. Народний артист УРСР (1973). Лауреат Державної премії України ім. Т. Г. Шевченка (1986). Член Спілки композиторів України.

## Біографія
Народився 25 листопада (8 грудня) 1907 в селі Студена, Піщанський район, Вінницька область, Україна.
Закінчив Київський музично-драматичний інститут імені М. В. Лисенка (1931).
Працював із Симфонічним оркестром Українського радіо, оркестрами Одеси, Луганська, Миколаєва.

## Фільмографія
Автор музики до
документальних стрічок:
- «Пісні над Дніпром» (1957)
- «Ми з одного загону»
- «Совість хлібороба» (1962)

художніх кінокартин:
- «Друзі-товариші» (1959)
- «Іду до вас» (1961)
- «Новели Красного дому» (1964)
- «Хочу вірити» (1965)
- «Лють» (1966)

Автор балетів «Снігуронька», «Про що співала трембіта», «Лісоруби».